# Wiener Geschichtsblätter
Die Wiener Geschichtsblätter (Abkürzung WGBll) sind eine wissenschaftliche Zeitschrift zur Stadtgeschichte Wiens. Sie werden vom Verein für Geschichte der Stadt Wien herausgegeben, der in enger Verbindung mit dem Wiener Stadt- und Landesarchiv, der Magistratsabteilung 8 der Stadt Wien, steht.
Der 1853 gegründete Altertumsverein zu Wien, der Vorläufer des heutigen Herausgebers, gab  1884 bis 1938 ein Monatsblatt heraus (Monatsblatt des Alterthumsvereines zu Wien, später Monatsblatt des Vereines für Geschichte der Stadt Wien (früher Altertums-Verein zu Wien)). Dieses wurde 1939 durch die Vierteljahresschrift Nachrichtenblatt des Vereines für Geschichte der Stadt Wien (Neue Folge des „Monatsblattes“) ersetzt, aber 1943 kriegsbedingt eingestellt.
Seit 1946 erscheinen die Wiener Geschichtsblätter viermal jährlich, seit 1979 werden auch Sonderhefte aufgelegt. Sie stehen den Vereinsmitgliedern gratis zur Verfügung. Die Wiener Geschichtsblätter bringen fachhistorische Beiträge, aber auch kleinere Mitteilungen, Rezensionen, Vereinsnachrichten, Personalia und Hinweise auf die vom Verein für Geschichte der Stadt Wien organisierten Veranstaltungen sowie Nachberichte dazu. Redigiert wurden die Wiener Geschichtsblätter von Rudolf Till (1946–1970), Felix Czeike (1970–1993) und Klaralinda Ma-Kircher (1993–2008). Seit Juli 2008 zeichnet Andreas Weigl als Redakteur.